# اکراب
اکراب (به قزاقی: Akrab) یک منطقهٔ مسکونی در قزاقستان است که در استان آق‌تپه واقع شده‌است. اکراب ۱۱۱ متر بالاتر از سطح دریا واقع شده‌است.